# جون جي. ريتشاردسون
جون جي. ريتشاردسون (بالإنجليزية: John G. Richardson)‏ هو سياسي أمريكي، ولد في 29 يونيو 1957 في واشنطن العاصمة في الولايات المتحدة. حزبياً، نشط في الحزب الديمقراطي. وقد انتخب رئيس مجلس نواب ولاية مين ‏.